# Maria Amelia von Hessen-Kassel
Maria Amelia Landgräfin von Hessen-Kassel (* 7. Juli 1721 in Kassel; † 19. November 1744 ebenda) war Landgräfin in der Landgrafschaft Hessen-Kassel.

## Leben

### Herkunft und Familie
Maria Amelia von Hessen-Kassel war die Tochter des Landgrafen Wilhelm VIII. von Hessen-Kassel und dessen Gemahlin Dorothea Wilhelmine von Sachsen-Zeitz (1691–1743), Tochter des Herzogs Moritz Wilhelm von Sachsen-Zeitz. Ihr ältester Bruder Karl (* 1718) verstarb als Einjähriger. Friedrich, ihr anderer Bruder, wurde später Landgraf von Hessen.

### Wirken
Wegen der psychischen Erkrankung ihrer Mutter stand Maria Amelia unter der Obhut ihrer Hofmeisterin und Erzieherin. Zu ihrem Bruder Friedrich hatte sie ein inniges Verhältnis. Nachdem zwei Heiratsvermittlungen erfolglos geblieben waren, wurde am 24. Juli 1744 in Berlin die Verlobung mit dem Preußen-Prinzen Karl Albrecht von Brandenburg-Schwedt gefeiert. Von dieser Verbindung erhoffte man sich eine Stärkung des Verhältnisses Berlin-Kassel.
Maria Amelia erkrankte nach kurzer Zeit sehr schwer und starb im November 1744 im jungen Alter von 23 Jahren. 